# Yuzuki Ito
Yuzuki Ito (Shizuoka, 7 april 1974) is een voormalig Japans voetballer.

## Carrière
Yuzuki Ito speelde tussen 1993 en 2004 voor Shimizu S-Pulse, Kawasaki Frontale en Consadole Sapporo.